# Klasa wydzielona w piłce siatkowej mężczyzn (1956)
Klasa wydzielona w piłce siatkowej mężczyzn 1956 – 20. edycja rozgrywek o mistrzostwo Polski w piłce siatkowej mężczyzn.

## Klasyfikacja końcowa
| Miejsce | Drużyna             |
| ------- | ------------------- |
| 1.      | AZS-AWF Warszawa    |
| 2.      | CWKS Legia Warszawa |
| 3.      | Gwardia Wrocław     |
| 4.      | AZS Kraków          |
| 5.      | Budowlani Wrocław   |
| 6.      | Sparta Warszawa     |
| 7.      | Gwardia Gdańsk      |
| 8.      | Sparta Szczecin     |
| 9.      | AZS Wrocław         |
| 10.     | Sparta Kraków       |
| 11.     | Sparta Gdańsk       |
| 12.     | Sparta Lublin       |